# 中野ブラザーズ
中野ブラザーズ （なかのブラザーズ ）は、20世紀中頃から21世紀の日本のタップダンスユニット、振付家。60年以上現役を続ける、実の兄弟2人組のタップの第一人者。実の兄には喜劇俳優の南風カオルがいる。

## メンバー
- 中野啓介（なかの けいすけ、1935年3月21日 - 2010年8月10日 兄）
- 中野章三（なかの しょうぞう、1937年2月8日 - 弟）

## 略歴
共に東京生まれ。両親は共に役者、小学生の時に観たフレッド・アステア主演の映画に魅せられ、タップダンサーを志す。共に中学で吉田武雄の門下になり1940年、当時浅草で人気を博していた女剣劇役者・中野弘子の率いる「中野チンピラ劇団」で舞台デビュー。この頃に後にビートたけしの師匠となる深見千三郎と知り合い、たけしとはその縁で現在も交流がある。
1947年から京都で本格的にタップを修行し、1953年「中野ブラザーズ」を名乗って再上京。米軍キャンプや東京キューバンボーイズのショー、日劇等に出演。
1955年、江利チエミに請われて彼女のリサイタルで日劇の舞台を踏み、中野ブラザーズの名は一躍有名となる。チエミは彼らのタップに惚れ込んで以後、江利のショーの常連となる。
1959年から1年間ラスベガスに出演し、サミー・デイヴィスJr.とも親交を深める。
その後も日劇を初め宝塚歌劇団、松竹歌劇団、ミュージカル、テレビ、舞台、つくば科学万博などの国際的イベントなど、幅広く出演・振付などを担当。タップダンススクールも主宰し後進の指導も行う。
2002年、朝日放送の「探偵!ナイトスクープ」に出演。（10月11日放映「幻のタップダンサー」／探偵：立原啓裕）
兄弟共に70歳を超えても、なお現役タップダンサーとして活躍し続けたが、2010年8月10日に兄の啓介が急逝。同年4月にもステージに立っており、生涯現役のまま旅立った。

## CM
- サントリー グルコサミン&コンドロイチン

## 関連書籍
- 小藤田千栄子 『タップ&ダンス中野ブラザーズ』（話の特集 1992年）ISBN 9784826401203
- 中野章三 『楽しいなァ! ミュージカル&アメリカ映画 映画は僕の LIFE TEACHER』（梓書院 2007年）